# Diocesi di Eritro
La diocesi di Eritro (in latino: Dioecesis Erythritana) è una sede soppressa del patriarcato di Alessandria e una sede titolare della Chiesa cattolica.

## Storia
Eritro, identificabile con Uaili-Et-Trun nell'odierna Libia, è un'antica sede episcopale della provincia romana della Libia Pentapolitana (Cirenaica), sottomessa al patriarcato di Alessandria.
Il primo vescovo noto di Eritro è stato Orione, documentato nel 365/366 in concomitanza con la consacrazione di Siderio come vescovo di Tolemaide; Orione, forse perché molto anziano, fu accusato di essere troppo debole nei confronti degli ariani. Nella Lettera festale del 402 Teofilo di Alessandria ricorda i vescovi deceduti l'anno precedente e coloro che ne hanno preso il posto; tra questi Paolo di Eritro succeduto al defunto Sabbazio. Paolo prese parte al concilio celebrato nei pressi di Calcedonia, nella proprietà imperiale chiamata ad Quercum, nel mese di settembre del 403, dove fu condannato Giovanni Crisostomo; è ancora documentato nel mese di gennaio del 412, quando entrò in conflitto con Dioscoro di Darni per questioni di giurisdizione su alcune proprietà al confine fra le due diocesi; il conflitto fu risolto grazie all'intervento di Sinesio di Cirene, vescovo di Tolemaide. Gli ultimi due vescovi noti di Eritro sono Gemellino e Teofilo che presero parte rispettivamente al concilio di Efeso nel 449 e al concilio di Calcedonia nel 451.
Dal 1933 Eritro è annoverata tra le sedi vescovili titolari della Chiesa cattolica; la sede è vacante dal 22 gennaio 1969.

## Cronotassi dei vescovi
- Orione † (menzionato nel 365/366)
- Sabbazio † (? - 401 deceduto)
- Paolo † (401 - dopo il 412)
- Gemellino † (menzionato nel 449)
- Teofilo † (menzionato nel 451)

## Cronotassi dei vescovi titolari
- Raimondo Luigi Vecchietti † (24 luglio 1797 - 26 gennaio 1801 nominato vescovo di Colle di Val d'Elsa)
- Michele de Vincenti † (14 aprile 1817 - 1827 deceduto)
- Giovanni Battista Rosani † (22 gennaio 1844 - 8 agosto 1862 deceduto)
- Giovanni Jacovacci † (1º ottobre 1863 - 10 giugno 1879 deceduto)
- Victor-Jean-Joseph-Marie van den Branden de Reeth † (14 novembre 1879 - 4 dicembre 1897 nominato arcivescovo titolare di Tiro)
- Franz Zorn von Bulach † (24 ottobre 1901 - 13 gennaio 1925 deceduto)
- Ghebre Jesus Jacob † (24 febbraio 1951 - 22 gennaio 1969 deceduto)